# Joseph-Ubalde Beaudry
Pour les articles homonymes, voir Beaudry.
Joseph-Ubalde Beaudry (Montréal, 15 mai 1816 - Montréal, 11 janvier 1876) était auteur, juriste et codificateur des lois.

## Biographie
Beaudry fait ses études classiques au Collège de Montréal, où il se distingue dans les langues et les sciences exactes. Clerc de Côme-Séraphin Cherrier, il est reçu au Barreau du Bas-Canada en mars 1838. Il exerce quelque temps sa profession à Montréal, avant d'entrer dans l’administration judiciaire.
D’abord greffier de la Cour des requêtes à Saint-Hyacinthe, il revient à Montréal et devient conseiller au Conseil municipal de Montréal en 1847 et échevin en 1850. Dans la profession légale, il devient greffier de la Cour d'appel en 1850 et greffier de la Cour seigneuriale (présidée par  Louis-Hippolyte La Fontaine) en 1855.
En 1859, il est nommé greffier conjoint de la commission de codification des lois, ayant pour objectif la création du Code civil du Bas-Canada et du Code de procédure civile. Après avoir été secrétaire plus de six années, il succède, comme commissaire, au juge Augustin-Norbert Morin, décédé en 1865. On le tient pour l’un des principaux rédacteurs de la première édition du Code de procédure civile du Bas-Canada.
Juge adjoint à la Cour supérieure en décembre 1868, il est promu juge en titre douze mois plus tard, avec juridiction sur le district de Montréal. Il y rend la justice durant huit ans.
Beaudry est l’un des fondateurs, en 1869, de la Revue légale et l’un des collaborateurs des Lower Canada Reports / Décisions des tribunaux du Bas-Canada. Son œuvre majeure est le Code des curés, marguilliers et paroissiens, publié en 1870, sur le droit fabricien au Québec. Il est membre fondateur en 1859 de la Société historique de Montréal, et en était le vice-président à son décès. Beaudry est aussi l’un des fondateurs, en 1852, de l’Institut national, reconstitué plus tard sous le nom d’Institut canadien-français, dont il rédige la constitution.
Il fait aussi partie de la Commission des écoles catholiques de Montréal et contribue à l’orientation de l’académie commerciale catholique de Montréal, mieux connue plus tard sous le nom d’école du Plateau.
Sa sépulture est située dans le cimetière Notre-Dame-des-Neiges, à Montréal.